# Tempest (grupo)
Tempest (hangul: 템페스트, também conhecido como TEMPEST e TPST) é um grupo masculino sul-coreano formado pela empresa chinesa Yuehua Entertainment em 2022. O grupo consiste de seis membros: Hanbin, Hyeongseop, Hyuk, Eunchan, LEW e Taerae. O grupo estreou oficialmente em 2 de março de 2022. Hwarang deixou o grupo em 11 de agosto de 2024

## História

### Pré-estréia
Ahn Hyeongseop e Lee Euiwoong participaram do survival show Produce 101 Season 2 em 2017, terminando o programa em 16º e 23º lugar respectivamente. Após o programa, foi anunciado pela Yuehua Entertainment que ambos seriam lançados como a dupla Hyeongseop X Euiwoong, também conhecida como Yuehua Project, em preparação para a estréia do futuro boygroup da empresa. Hyeongseop X Euiwoong debutou em 2 de novembro de 2017 com seu primeiro single album "The Moment of Memory"'. Tendo seu comeback em 10 de abril de 2018 com o mini album "Color of Dream".
Em agosto de 2020 a Yuehua Entertainment anunciou a abertura da conta yh_star.t no Instagram para postar conteúdos dos trainees masculinos e femininos da empresa sem mostrar seus rostos para criar expectativa para seus próximos grupos.
Hanbin, participou do survival show sul-coreano I-Land, produzido e transmitido pela Mnet em parceria com a Big Hit Entertainment, sendo eliminado na semi-final do programa. Em junho de 2021 foi anunciado que o mesmo havia deixado a empresa Be:Lift Lab, se tornando trainee da Yuehua Entertainment. 
No dia 9 de junho de 2021 foi registrado pela Yuehua Entertainment os nomes Tempest e TPST, gerando rumores on-line de que esse seria o nome do futuro boygroup da empresa. No dia 13 de agosto de 2021 foi anunciado que o fancafe oficial da dupla Hyeongseop X Euiwoong seria fechado dia 17 do mesmo mês, tendo junto do anúncio a frase "Todo fim é um novo começo", aumentando os rumores de que ambos estariam no novo grupo masculino da empresa.
No dia 3 de outubro de 2021 a Yuehua Entertainment anunciou, por meio de um artigo, que o novo grupo masculino da empresa, Tempest, faria sua estréia no final do mesmo ano, além de confirmar Ahn Hyeongseop e Lee Euiwoong como integrantes do grupo.
No dia 30 de dezembro de 2021 o grupo abriu suas contas oficiais no Twitter, Facebook, YouTube, Weibo e Instagram, além de lançar o vídeo Tempest Logo Motion, introduzindo a logo oficial do grupo.  Em 3 de janeiro de 2022, foram anunciados os integrantes de hora em hora, com teasers intitulados WHO AM I, sem anunciar os nomes dos mesmos. Em sequência a Yuehua Entertainment liberou covers de dança de diversos artistas e gêneros musicais para atrair interesse para a estréia do grupo.
No dia 18 de janeiro de 2022 foi revelado o cronograma de preparação para estréia do grupo, tendo o lançamento do conteúdo entre os dias 19 de janeiro até o dia 21 de fevereiro com o lançamento do primeiro mini álbum do grupo. No dia 24 de janeiro foram abertas as contas oficiais do grupo no Daum Cafe e no V Live, no mesmo dia os perfis dos integrantes foram revelados por meio do fancafe oficial do grupo. Em 14 de fevereiro foi lançado o teaser do MV de Bad News, música de estréia do grupo, sendo também anunciado o adiamento da estréia do grupo para 2 de março de 2022 após todos os integrantes serem diagnosticados com Covid-19.

### Estréia: 2022-Presente
No dia 2 de março de 2022 foi lançado o primeiro mini album do grupo, intitulado It's Me, It's We, o álbum vendeu mais de 80 mil cópias apenas em seu primeiro mês de venda, tornando o grupo o boygroup coreano rookie mais vendido do ano.
Após novamente lançarem covers com a intenção de gerar interesse no grupo, em 10 de agosto de 2022 foi anunciado que o boygroup faria seu primeiro comeback no dia 29 de agosto com seu segundo mini álbum intitulado Shining Up.
Em 22 de novembro de 2022 o grupo lançou seu terceiro mini album intitulado On and On.
Em 17 de abril de 2023, o grupo lançou seu quarto mini álbum intitulado The Calm Before the Storm, também conhecido como 폭풍전야.
No dia 6 de março de 2024 foi anunciado que o afastamento temporário do integrante Hwarang, como consequência por polêmicas relacionadas a vida privada do mesmo. Hwarang estará ausente das promoções do 5º mini álbum coreano Voyage e do álbum de estréia japonês do grupo, intitulado BANG!.
Em 11 de agosto de 2024 foi anunciado que Hwarang deixou o grupo.

## Membros

### Integrantes
| TEMPEST        | TEMPEST | TEMPEST            | TEMPEST | TEMPEST                           | TEMPEST       | TEMPEST       | TEMPEST                                         |
| Nome Artístico | Hangul  | Nome de Nascimento | Hangul  | Data de Nascimento                | Palavra chave | Nacionalidade | Posição                                         |
| -------------- | ------- | ------------------ | ------- | --------------------------------- | ------------- | ------------- | ----------------------------------------------- |
| Hanbin         | 한빈    | Ngô Ngọc Hưng      | 한빈    | 19 de janeiro de 1998 (27 anos)   | Desafio       | Vietname      | Vocalista líder e Dançarino principal           |
| Hyeongseop     | 형섭    | Ahn Hyeongseop     | 안형섭  | 9 de agosto de 1999 (25 anos)     | Paixão        | Coreia do Sul | Sub vocalista, Dançarino líder e MC             |
| Hyuk           | 혁      | Koo Bonhyuk        | 구본혁  | 17 de abril de 2000 (25 anos)     | Possibilidade | Coreia do Sul | Vocalista principal                             |
| Eunchan        | 은찬    | Choi Byeongseop    | 최병섭  | 27 de fevereiro de 2001 (24 anos) | Clássico      | Coreia do Sul | Sub vocalista e Visual                          |
| LEW            | 루      | Lee Euiwoong       | 이의웅  | 5 de abril de 2001 (24 anos)      | Presente      | Coreia do Sul | Líder, Rapper principal, Vocalista e Compositor |
| Taerae         | 태래    | Kim Taerae         | 김태래  | 9 de maio de 2002 (23 anos)       | Felicidade    | Coreia do Sul | Rapper líder e Maknae                           |

### Ex-integrante
- Hwarang (화랑) - Rapper principal, dançarino principal e compositor.

## Discografia

### EPs
| Título                               | Detalhes | Vendas                        |
| ------------------------------------ | --- | ----------------------------- |
| It's Me, It's We                     | - Lançamento: 2 de março de 2022 - Língua: Coreano - Gravadora: Yuehua Entertainment - Formato: CD, vinil, download digital, streaming Track Listing 1. Bad News 2. Just A Little Bit 3. Find Me 4. Next to YOU (있을게) 5. Bad At Love                                                                                                 | - KOR: 97,492+                |
| Shining Up                           | - Lançamento: 29 de agosto de 2022 - Língua: Coreano - Gravadora: Yuehua Entertainment - Formato: CD, vinil, download digital, streaming Track Listing 1. Can't Stop Shining 2. Young & Wild 3. Only One Day (하루만) 4. Start Up | - KOR: 80,563+                |
| On and On                            | - Lançamento: 22 de novembro de 2022 - Língua: Coreano - Gravadora: Yuehua Entertainment - Formato: CD, vinil,download digital, streaming Track Listing 1. Taste the Feeling 2. Dragon 3. Loving Number 4. Raise Me Up | - KOR: 120,367+               |
| The Calm Before The Storm (폭풍전야) | - Lançamento: 17 de abril de 2023 - Língua: Coreano - Gravadora: Yuehua Entertainment - Formato: CD, download digital, streaming Track Listing 1. Eye of the Storm (폭풍의 눈) 2. Dangerous (난장) 3. Freak Show 4. I'll Be There | - KOR: 116,348+ - JPN: 3,846+ |
| Voyage                               | - Lançamento: 11 de março de 2024 - Língua: Coreano - Gravadora: Yuehua Entertainment - Formato: CD, download digital, streaming Track Listing 1. Lighthouse 2. There 3. B.O.K 4. Slow Motion |                               |
| BANG!                                | - Lançamento: 10 de abril de 2024 - Língua: Japonês - Gravadora: Yuehua Entertainment, Nippon Columbia - Formato: CD, download digital, streaming Track Listing 1. BANG! 2. Baddest Behavior 3. Dangerous - Japanese ver - 4. Can't Stop Shining - Japanese ver - 5. Only One Day - Japanese ver - 6. Baddest Behavior - Instrumental - |                               |

### Single albuns
| Título                       | Detalhes | Vendas          |
| ---------------------------- | --- | --------------- |
| Into The Storm (폭풍 속으로) | - Lançamento: 20 de setembro de 2023 - Língua: Coreano - Gravadora: Yuehua Entertainment - Formato: CD, download digital, streaming Track Listing 1. Vroom Vroom 2. Dive 3. Bluetooth | - KOR: 161,743+ |

### Singles
| Título             | Ano  | Álbum                     |
| ------------------ | ---- | ------------------------- |
| Bad News           | 2022 | It's Me, It's We          |
| Can't Stop Shining | 2022 | Shining Up                |
| Dragon             | 2022 | On and On                 |
| Dangerous (난장)   | 2023 | The Calm Before The Storm |
| Vroom Vroom        | 2023 | Into The Tempest          |
| Baddest Behavior   | 2024 | BANG!                     |
| Lighthouse         | 2024 | Voyage                    |
| BANG!              | 2024 | BANG!                     |

### OST
| Título           | Ano  | Álbum                              |
| ---------------- | ---- | ---------------------------------- |
| Baddest Behavior | 2024 | The Great Mission - On The Run OST |

## Filmografia

### Reality shows
| Título                      | Ano             | Episódios                                      |
| --------------------------- | --------------- | ---------------------------------------------- |
| TEMFLIX                     | 2022 - presente | 13 episódios normais e 2 episódios adicionais. |
| ROAD TO KINGDOM: Ace of Ace | 2024            |                                                |

### Videoclipes
| Título             | Ano  | Álbum                     |
| ------------------ | ---- | ------------------------- |
| Bad News           | 2022 | It's Me, It's We          |
| Can't Stop Shining | 2022 | Shining Up                |
| Young & Wild       | 2022 | Shining Up                |
| Dragon             | 2022 | On and On                 |
| Taste The Feeling  | 2022 | On and On                 |
| Dangerous (난장)   | 2023 | The Calm Before The Storm |
| Freak Show         | 2023 | The Calm Before The Storm |
| Vroom Vroom        | 2023 | Into The Tempest          |
| Baddest Behavior   | 2024 | BANG!                     |
| Lighthouse         | 2024 | Voyage                    |
| There              | 2024 | Voyage                    |
| BANG!              | 2024 | BANG!                     |

### DVDs
- 2023 Season's Greetings "It's We, TEMPEST"

## Shows e Turnês
| Título                  | Ano  | Local  |
| ----------------------- | ---- | ------ |
| TEMPEST SHOW CON: T-OUR | 2023 | Seul   |
| TEMPEST SHOW CON: T-OUR | 2023 | Tóquio |
| TEMPEST SHOW CON: T-OUR | 2023 | Osaka  |
| TEMPEST SHOW CON: T-OUR | 2023 | Macau  |
| UNiEVERSITY             | 2024 | Seul   |

## Prêmios e indicações

### Premiações
| Premiação                      | Ano  | Categoria                       | Indicado | Resultado | Ref.                 |
| ------------------------------ | ---- | ------------------------------- | -------- | --------- | -------------------- |
| Asia Artist Awards             | 2022 | New Wave Award – Cantores       | Tempest  | Venceu    | [ 31 ] [ 32 ] [ 33 ] |
| Brand of the Year Awards       | 2022 | Male Idol Rookie of the Year    | Tempest  | Venceu    | [ 34 ] [ 35 ]        |
| Genie Music Awards             | 2022 | Best Male Rookie Award          | Tempest  | Venceu    | [ 36 ]               |
| Mnet Asian Music Awards        | 2022 | Best New Male Artist            | Tempest  | Indicado  | [ 37 ] [ 38 ] [ 39 ] |
| Mnet Asian Music Awards        | 2022 | Artista do Ano                  | Tempest  | Indicado  | [ 37 ] [ 38 ] [ 39 ] |
| Mnet Japan Fan's Choice Awards | 2022 | Rookie of the Year              | Tempest  | Venceu    |                      |
| Top Ten Awards                 | 2022 | Best Artist in USA              | Tempest  | Venceu    |                      |
| Top Ten Awards                 | 2022 | Best Artist in UK               | Tempest  | Venceu    |                      |
| Asia Artist Awards             | 2023 | AAA Icon Award                  | Tempest  | Venceu    |                      |
| Brand Customer Loyalty Awards  | 2023 | Best Male Idol - Rookie         | Tempest  | Venceu    | [ 40 ]               |
| Brand of the Year Awards       | 2023 | Estrela em ascensão (Masculino) | Tempest  | Venceu    |                      |
| Circle Chart Awards            | 2023 | IdolPlus New Star               | Tempest  | Venceu    |                      |
| First Brand Awards             | 2023 | Male Rookie of the Year         | Tempest  | Venceu    | [ 41 ]               |
| Golden Disc Awards             | 2023 | Rookie of The Year              | Tempest  | Indicado  | [ 42 ] [ 43 ]        |
| Hanteo Music Awards            | 2023 | Male Rookie of the Year         | Tempest  | Venceu    |                      |
| Hanteo Music Awards            | 2023 | Global Rising Artist in China   | Tempest  | Venceu    |                      |
| Hanteo Music Awards            | 2023 | Global Rising Artist in Japan   | Tempest  | Venceu    |                      |
| Seoul Music Awards             | 2023 | Male Rookie of the Year         | Tempest  | Indicado  | [ 44 ] [ 45 ]        |
| Seoul Music Awards             | 2023 | Popularity Award                | Tempest  | Indicado  | [ 46 ]               |
| Seoul Music Awards             | 2023 | Idol Plus New Star Award        | Tempest  | Venceu    | [ 47 ]               |
| Seoul Music Awards             | 2023 | Hallyu Special Award            | Tempest  | Indicado  |                      |
| First Brand Awards             | 2024 | Best Male Idol                  | Tempest  | Venceu    |                      |
| First Brand Awards             | 2024 | Best Male Idol (Vietnam)        | Tempest  | Venceu    |                      |

### Music Shows
| Programa      | Ano  | Música             | Categoria | Episódio | Ref.   |
| Inkigayo      | 2022 | Can't Stop Shining | Hot Stage | 1,154    |        |
| Show Champion | 2022 | Dragon             | 1º lugar  | 459      | [ 48 ] |
| Show Champion | 2023 | Vroom Vroom        | 1º lugar  | 493      |        |
| Music Bank    | 2023 | Vroom Vroom        | 1º lugar  | —        |        |